# Shara Connolly
Shara Connolly es una actriz neozelandesa, más conocida por interpretar a Candy McMann en Go Girls.

## Carrera
Ha aparecido en obras para el Howick Little Theatre.
A los 15 años obtuvo su primer papel principal en la televisión cuando se unió al elenco de la serie P.E.T Detectives, donde interpretó a Jenny. Apareció como invitada en las series Shortland Street y en Outrageous Fortune.
En 2009 apareció como invitada en la serie Go Girls, donde interpretó a Candy McMann; regresó como invitada en el último episodio de la cuarta temporada. En 2013 se unió al elenco principal de la serie, donde interpreta a Candy. hasta ahora.

## Filmografía
Series de televisión
| Año                   | Título             | Personaje       | Notas                     |
| --------------------- | ------------------ | --------------- | ------------------------- |
| 2009, 2012 - presente | Go Girls           | Candy McMann    | 13 episodios              |
| 2008                  | Outrageous Fortune | Sam             | episodio "What Is a Man?" |
| 2005                  | Shortland Street   | Cheyenne Hunter | -                         |
| 2003 - 2005           | P.E.T Detectives   | Jenny           | 12 episodios              |
| 2003                  | Freaky             | Rachael         | -                         |

Películas
| Año  | Título                          | Personaje       | Notas                                                   |
| ---- | ------------------------------- | --------------- | ------------------------------------------------------- |
| 2010 | Hugh and Heke                   | Angela Harcourt | junto a Ariana Ashby, Davey Briggs & Dominique Crawford |
| 2003 | Eddie's Million Dollar Cook-Off | Joven           | junto a Tobias Jack Alexander                           |